# Gotländsk dvärgmossa
Gotländsk dvärgmossa (Seligeria patula) är en bladmossart som först beskrevs av Sextus Otto Lindberg, och fick sitt nu gällande namn av Broth.. Gotländsk dvärgmossa ingår i släktet dvärgmossor, och familjen Seligeriaceae. Enligt den svenska rödlistan är arten starkt hotad i Sverige. Arten förekommer på Gotland, Götaland och Svealand. Artens livsmiljö är skogslandskap.